# Akiba Rubinstein
Akiba Kivelovič Rubinstein (Stawiski, 12 dicembre 1882 – Anversa, 14 marzo 1961) è stato uno scacchista polacco, tra i più famosi dell'inizio del XX secolo.

## Biografia
Rubinstein imparò a giocare a scacchi a scuola con i suoi compagni; nel 1903 abbandonò gli studi di teologia (la famiglia, di religione ebraica, voleva che diventasse rabbino) per dedicarsi agli scacchi da professionista.
La sua carriera raggiunse l'apice dal 1906 al 1912; in questo periodo vinse quasi tutti i più importanti tornei internazionali, tra cui:
- Łódź, 1906
- Carlsbad 1907 e Ostenda 1907 (alla pari con Bernstein)
- Łódź, Pietroburgo e Vilnius, 1909
- Varsavia, 1910
- Torneo di San Sebastián, Piešťany, Breslavia, Varsavia e Vilnius, 1912.

Questa serie di 5 vittorie consecutive nello stesso anno è un record rimasto insuperato.
In quel periodo molti auspicavano un match tra Rubinstein e il Campione del Mondo Emanuel Lasker con il titolo in palio. Lasker però evitò sempre di incontrarlo: Rubinstein era senza dubbio uno dei pochi sfidanti di cui avesse paura. Nel 1914 si avviò infine una trattativa, ma con lo scoppio della guerra l'iniziativa andò presto a monte.
In seguito Rubinstein riuscì ancora a ottenere buoni piazzamenti in tornei importanti, e nel 1922 vinse il torneo di Vienna davanti ad Alechin e Richard Réti; tuttavia non era più in grado di ripetere gli straordinari exploit degli anni precedenti, anche per la salute sempre più malferma. Alle Olimpiadi di Amburgo 1930 però diede ancora una prova del suo straordinario talento, realizzando 15 punti su 17 partite giocate (+13 =4) e conducendo la Polonia alla vittoria.
Nel 1932 abbandonò il gioco attivo, e ben presto dovette essere ricoverato in un sanatorio a causa della crescente schizofrenia.
Oltre che per aver dato un grande contributo alla teoria delle aperture, Rubinstein è ricordato per lo stile brillante e impetuoso e per la perfezione dei suoi finali.
Dal 1963 si gioca annualmente a Polanica-Zdrój il Rubinstein Memorial, un forte torneo internazionale dedicato alla sua memoria, giunto nel 2018 alla 54ª edizione.

## Personalità
Rubinstein era affetto da germofobia. Si dice per esempio che per stringere la mano all'avversario, cosa obbligatoria all'inizio e al termine della partita, usasse un guanto come precauzione per non essere contaminato. Aveva anche un modo insolito di muovere i cavalli: anziché spostarli usando il pollice e l'indice, come avviene normalmente, usava l'indice e l'anulare.

## Partita di esempio
|   | a | b | c | d | e | f | g | h |   |
| 8 | c8 torre del nero · d8 torre del nero · g8 re del nero · b7 alfiere del nero · f7 pedone del nero · g7 pedone del nero · h7 pedone del nero · a6 pedone del nero · b6 alfiere del nero · e6 pedone del nero · b5 pedone del nero · e5 pedone del bianco · b4 pedone del bianco · e4 alfiere del bianco · f4 pedone del bianco · g4 cavallo del nero · h4 donna del nero · a3 pedone del bianco · c3 cavallo del bianco · g3 pedone del bianco · b2 alfiere del bianco · e2 donna del bianco · h2 pedone del bianco · a1 torre del bianco · f1 torre del bianco · h1 re del bianco | c8 torre del nero · d8 torre del nero · g8 re del nero · b7 alfiere del nero · f7 pedone del nero · g7 pedone del nero · h7 pedone del nero · a6 pedone del nero · b6 alfiere del nero · e6 pedone del nero · b5 pedone del nero · e5 pedone del bianco · b4 pedone del bianco · e4 alfiere del bianco · f4 pedone del bianco · g4 cavallo del nero · h4 donna del nero · a3 pedone del bianco · c3 cavallo del bianco · g3 pedone del bianco · b2 alfiere del bianco · e2 donna del bianco · h2 pedone del bianco · a1 torre del bianco · f1 torre del bianco · h1 re del bianco | c8 torre del nero · d8 torre del nero · g8 re del nero · b7 alfiere del nero · f7 pedone del nero · g7 pedone del nero · h7 pedone del nero · a6 pedone del nero · b6 alfiere del nero · e6 pedone del nero · b5 pedone del nero · e5 pedone del bianco · b4 pedone del bianco · e4 alfiere del bianco · f4 pedone del bianco · g4 cavallo del nero · h4 donna del nero · a3 pedone del bianco · c3 cavallo del bianco · g3 pedone del bianco · b2 alfiere del bianco · e2 donna del bianco · h2 pedone del bianco · a1 torre del bianco · f1 torre del bianco · h1 re del bianco | c8 torre del nero · d8 torre del nero · g8 re del nero · b7 alfiere del nero · f7 pedone del nero · g7 pedone del nero · h7 pedone del nero · a6 pedone del nero · b6 alfiere del nero · e6 pedone del nero · b5 pedone del nero · e5 pedone del bianco · b4 pedone del bianco · e4 alfiere del bianco · f4 pedone del bianco · g4 cavallo del nero · h4 donna del nero · a3 pedone del bianco · c3 cavallo del bianco · g3 pedone del bianco · b2 alfiere del bianco · e2 donna del bianco · h2 pedone del bianco · a1 torre del bianco · f1 torre del bianco · h1 re del bianco | c8 torre del nero · d8 torre del nero · g8 re del nero · b7 alfiere del nero · f7 pedone del nero · g7 pedone del nero · h7 pedone del nero · a6 pedone del nero · b6 alfiere del nero · e6 pedone del nero · b5 pedone del nero · e5 pedone del bianco · b4 pedone del bianco · e4 alfiere del bianco · f4 pedone del bianco · g4 cavallo del nero · h4 donna del nero · a3 pedone del bianco · c3 cavallo del bianco · g3 pedone del bianco · b2 alfiere del bianco · e2 donna del bianco · h2 pedone del bianco · a1 torre del bianco · f1 torre del bianco · h1 re del bianco | c8 torre del nero · d8 torre del nero · g8 re del nero · b7 alfiere del nero · f7 pedone del nero · g7 pedone del nero · h7 pedone del nero · a6 pedone del nero · b6 alfiere del nero · e6 pedone del nero · b5 pedone del nero · e5 pedone del bianco · b4 pedone del bianco · e4 alfiere del bianco · f4 pedone del bianco · g4 cavallo del nero · h4 donna del nero · a3 pedone del bianco · c3 cavallo del bianco · g3 pedone del bianco · b2 alfiere del bianco · e2 donna del bianco · h2 pedone del bianco · a1 torre del bianco · f1 torre del bianco · h1 re del bianco | c8 torre del nero · d8 torre del nero · g8 re del nero · b7 alfiere del nero · f7 pedone del nero · g7 pedone del nero · h7 pedone del nero · a6 pedone del nero · b6 alfiere del nero · e6 pedone del nero · b5 pedone del nero · e5 pedone del bianco · b4 pedone del bianco · e4 alfiere del bianco · f4 pedone del bianco · g4 cavallo del nero · h4 donna del nero · a3 pedone del bianco · c3 cavallo del bianco · g3 pedone del bianco · b2 alfiere del bianco · e2 donna del bianco · h2 pedone del bianco · a1 torre del bianco · f1 torre del bianco · h1 re del bianco | c8 torre del nero · d8 torre del nero · g8 re del nero · b7 alfiere del nero · f7 pedone del nero · g7 pedone del nero · h7 pedone del nero · a6 pedone del nero · b6 alfiere del nero · e6 pedone del nero · b5 pedone del nero · e5 pedone del bianco · b4 pedone del bianco · e4 alfiere del bianco · f4 pedone del bianco · g4 cavallo del nero · h4 donna del nero · a3 pedone del bianco · c3 cavallo del bianco · g3 pedone del bianco · b2 alfiere del bianco · e2 donna del bianco · h2 pedone del bianco · a1 torre del bianco · f1 torre del bianco · h1 re del bianco | 8 |
| 7 | c8 torre del nero · d8 torre del nero · g8 re del nero · b7 alfiere del nero · f7 pedone del nero · g7 pedone del nero · h7 pedone del nero · a6 pedone del nero · b6 alfiere del nero · e6 pedone del nero · b5 pedone del nero · e5 pedone del bianco · b4 pedone del bianco · e4 alfiere del bianco · f4 pedone del bianco · g4 cavallo del nero · h4 donna del nero · a3 pedone del bianco · c3 cavallo del bianco · g3 pedone del bianco · b2 alfiere del bianco · e2 donna del bianco · h2 pedone del bianco · a1 torre del bianco · f1 torre del bianco · h1 re del bianco | c8 torre del nero · d8 torre del nero · g8 re del nero · b7 alfiere del nero · f7 pedone del nero · g7 pedone del nero · h7 pedone del nero · a6 pedone del nero · b6 alfiere del nero · e6 pedone del nero · b5 pedone del nero · e5 pedone del bianco · b4 pedone del bianco · e4 alfiere del bianco · f4 pedone del bianco · g4 cavallo del nero · h4 donna del nero · a3 pedone del bianco · c3 cavallo del bianco · g3 pedone del bianco · b2 alfiere del bianco · e2 donna del bianco · h2 pedone del bianco · a1 torre del bianco · f1 torre del bianco · h1 re del bianco | c8 torre del nero · d8 torre del nero · g8 re del nero · b7 alfiere del nero · f7 pedone del nero · g7 pedone del nero · h7 pedone del nero · a6 pedone del nero · b6 alfiere del nero · e6 pedone del nero · b5 pedone del nero · e5 pedone del bianco · b4 pedone del bianco · e4 alfiere del bianco · f4 pedone del bianco · g4 cavallo del nero · h4 donna del nero · a3 pedone del bianco · c3 cavallo del bianco · g3 pedone del bianco · b2 alfiere del bianco · e2 donna del bianco · h2 pedone del bianco · a1 torre del bianco · f1 torre del bianco · h1 re del bianco | c8 torre del nero · d8 torre del nero · g8 re del nero · b7 alfiere del nero · f7 pedone del nero · g7 pedone del nero · h7 pedone del nero · a6 pedone del nero · b6 alfiere del nero · e6 pedone del nero · b5 pedone del nero · e5 pedone del bianco · b4 pedone del bianco · e4 alfiere del bianco · f4 pedone del bianco · g4 cavallo del nero · h4 donna del nero · a3 pedone del bianco · c3 cavallo del bianco · g3 pedone del bianco · b2 alfiere del bianco · e2 donna del bianco · h2 pedone del bianco · a1 torre del bianco · f1 torre del bianco · h1 re del bianco | c8 torre del nero · d8 torre del nero · g8 re del nero · b7 alfiere del nero · f7 pedone del nero · g7 pedone del nero · h7 pedone del nero · a6 pedone del nero · b6 alfiere del nero · e6 pedone del nero · b5 pedone del nero · e5 pedone del bianco · b4 pedone del bianco · e4 alfiere del bianco · f4 pedone del bianco · g4 cavallo del nero · h4 donna del nero · a3 pedone del bianco · c3 cavallo del bianco · g3 pedone del bianco · b2 alfiere del bianco · e2 donna del bianco · h2 pedone del bianco · a1 torre del bianco · f1 torre del bianco · h1 re del bianco | c8 torre del nero · d8 torre del nero · g8 re del nero · b7 alfiere del nero · f7 pedone del nero · g7 pedone del nero · h7 pedone del nero · a6 pedone del nero · b6 alfiere del nero · e6 pedone del nero · b5 pedone del nero · e5 pedone del bianco · b4 pedone del bianco · e4 alfiere del bianco · f4 pedone del bianco · g4 cavallo del nero · h4 donna del nero · a3 pedone del bianco · c3 cavallo del bianco · g3 pedone del bianco · b2 alfiere del bianco · e2 donna del bianco · h2 pedone del bianco · a1 torre del bianco · f1 torre del bianco · h1 re del bianco | c8 torre del nero · d8 torre del nero · g8 re del nero · b7 alfiere del nero · f7 pedone del nero · g7 pedone del nero · h7 pedone del nero · a6 pedone del nero · b6 alfiere del nero · e6 pedone del nero · b5 pedone del nero · e5 pedone del bianco · b4 pedone del bianco · e4 alfiere del bianco · f4 pedone del bianco · g4 cavallo del nero · h4 donna del nero · a3 pedone del bianco · c3 cavallo del bianco · g3 pedone del bianco · b2 alfiere del bianco · e2 donna del bianco · h2 pedone del bianco · a1 torre del bianco · f1 torre del bianco · h1 re del bianco | c8 torre del nero · d8 torre del nero · g8 re del nero · b7 alfiere del nero · f7 pedone del nero · g7 pedone del nero · h7 pedone del nero · a6 pedone del nero · b6 alfiere del nero · e6 pedone del nero · b5 pedone del nero · e5 pedone del bianco · b4 pedone del bianco · e4 alfiere del bianco · f4 pedone del bianco · g4 cavallo del nero · h4 donna del nero · a3 pedone del bianco · c3 cavallo del bianco · g3 pedone del bianco · b2 alfiere del bianco · e2 donna del bianco · h2 pedone del bianco · a1 torre del bianco · f1 torre del bianco · h1 re del bianco | 7 |
| 6 | c8 torre del nero · d8 torre del nero · g8 re del nero · b7 alfiere del nero · f7 pedone del nero · g7 pedone del nero · h7 pedone del nero · a6 pedone del nero · b6 alfiere del nero · e6 pedone del nero · b5 pedone del nero · e5 pedone del bianco · b4 pedone del bianco · e4 alfiere del bianco · f4 pedone del bianco · g4 cavallo del nero · h4 donna del nero · a3 pedone del bianco · c3 cavallo del bianco · g3 pedone del bianco · b2 alfiere del bianco · e2 donna del bianco · h2 pedone del bianco · a1 torre del bianco · f1 torre del bianco · h1 re del bianco | c8 torre del nero · d8 torre del nero · g8 re del nero · b7 alfiere del nero · f7 pedone del nero · g7 pedone del nero · h7 pedone del nero · a6 pedone del nero · b6 alfiere del nero · e6 pedone del nero · b5 pedone del nero · e5 pedone del bianco · b4 pedone del bianco · e4 alfiere del bianco · f4 pedone del bianco · g4 cavallo del nero · h4 donna del nero · a3 pedone del bianco · c3 cavallo del bianco · g3 pedone del bianco · b2 alfiere del bianco · e2 donna del bianco · h2 pedone del bianco · a1 torre del bianco · f1 torre del bianco · h1 re del bianco | c8 torre del nero · d8 torre del nero · g8 re del nero · b7 alfiere del nero · f7 pedone del nero · g7 pedone del nero · h7 pedone del nero · a6 pedone del nero · b6 alfiere del nero · e6 pedone del nero · b5 pedone del nero · e5 pedone del bianco · b4 pedone del bianco · e4 alfiere del bianco · f4 pedone del bianco · g4 cavallo del nero · h4 donna del nero · a3 pedone del bianco · c3 cavallo del bianco · g3 pedone del bianco · b2 alfiere del bianco · e2 donna del bianco · h2 pedone del bianco · a1 torre del bianco · f1 torre del bianco · h1 re del bianco | c8 torre del nero · d8 torre del nero · g8 re del nero · b7 alfiere del nero · f7 pedone del nero · g7 pedone del nero · h7 pedone del nero · a6 pedone del nero · b6 alfiere del nero · e6 pedone del nero · b5 pedone del nero · e5 pedone del bianco · b4 pedone del bianco · e4 alfiere del bianco · f4 pedone del bianco · g4 cavallo del nero · h4 donna del nero · a3 pedone del bianco · c3 cavallo del bianco · g3 pedone del bianco · b2 alfiere del bianco · e2 donna del bianco · h2 pedone del bianco · a1 torre del bianco · f1 torre del bianco · h1 re del bianco | c8 torre del nero · d8 torre del nero · g8 re del nero · b7 alfiere del nero · f7 pedone del nero · g7 pedone del nero · h7 pedone del nero · a6 pedone del nero · b6 alfiere del nero · e6 pedone del nero · b5 pedone del nero · e5 pedone del bianco · b4 pedone del bianco · e4 alfiere del bianco · f4 pedone del bianco · g4 cavallo del nero · h4 donna del nero · a3 pedone del bianco · c3 cavallo del bianco · g3 pedone del bianco · b2 alfiere del bianco · e2 donna del bianco · h2 pedone del bianco · a1 torre del bianco · f1 torre del bianco · h1 re del bianco | c8 torre del nero · d8 torre del nero · g8 re del nero · b7 alfiere del nero · f7 pedone del nero · g7 pedone del nero · h7 pedone del nero · a6 pedone del nero · b6 alfiere del nero · e6 pedone del nero · b5 pedone del nero · e5 pedone del bianco · b4 pedone del bianco · e4 alfiere del bianco · f4 pedone del bianco · g4 cavallo del nero · h4 donna del nero · a3 pedone del bianco · c3 cavallo del bianco · g3 pedone del bianco · b2 alfiere del bianco · e2 donna del bianco · h2 pedone del bianco · a1 torre del bianco · f1 torre del bianco · h1 re del bianco | c8 torre del nero · d8 torre del nero · g8 re del nero · b7 alfiere del nero · f7 pedone del nero · g7 pedone del nero · h7 pedone del nero · a6 pedone del nero · b6 alfiere del nero · e6 pedone del nero · b5 pedone del nero · e5 pedone del bianco · b4 pedone del bianco · e4 alfiere del bianco · f4 pedone del bianco · g4 cavallo del nero · h4 donna del nero · a3 pedone del bianco · c3 cavallo del bianco · g3 pedone del bianco · b2 alfiere del bianco · e2 donna del bianco · h2 pedone del bianco · a1 torre del bianco · f1 torre del bianco · h1 re del bianco | c8 torre del nero · d8 torre del nero · g8 re del nero · b7 alfiere del nero · f7 pedone del nero · g7 pedone del nero · h7 pedone del nero · a6 pedone del nero · b6 alfiere del nero · e6 pedone del nero · b5 pedone del nero · e5 pedone del bianco · b4 pedone del bianco · e4 alfiere del bianco · f4 pedone del bianco · g4 cavallo del nero · h4 donna del nero · a3 pedone del bianco · c3 cavallo del bianco · g3 pedone del bianco · b2 alfiere del bianco · e2 donna del bianco · h2 pedone del bianco · a1 torre del bianco · f1 torre del bianco · h1 re del bianco | 6 |
| 5 | c8 torre del nero · d8 torre del nero · g8 re del nero · b7 alfiere del nero · f7 pedone del nero · g7 pedone del nero · h7 pedone del nero · a6 pedone del nero · b6 alfiere del nero · e6 pedone del nero · b5 pedone del nero · e5 pedone del bianco · b4 pedone del bianco · e4 alfiere del bianco · f4 pedone del bianco · g4 cavallo del nero · h4 donna del nero · a3 pedone del bianco · c3 cavallo del bianco · g3 pedone del bianco · b2 alfiere del bianco · e2 donna del bianco · h2 pedone del bianco · a1 torre del bianco · f1 torre del bianco · h1 re del bianco | c8 torre del nero · d8 torre del nero · g8 re del nero · b7 alfiere del nero · f7 pedone del nero · g7 pedone del nero · h7 pedone del nero · a6 pedone del nero · b6 alfiere del nero · e6 pedone del nero · b5 pedone del nero · e5 pedone del bianco · b4 pedone del bianco · e4 alfiere del bianco · f4 pedone del bianco · g4 cavallo del nero · h4 donna del nero · a3 pedone del bianco · c3 cavallo del bianco · g3 pedone del bianco · b2 alfiere del bianco · e2 donna del bianco · h2 pedone del bianco · a1 torre del bianco · f1 torre del bianco · h1 re del bianco | c8 torre del nero · d8 torre del nero · g8 re del nero · b7 alfiere del nero · f7 pedone del nero · g7 pedone del nero · h7 pedone del nero · a6 pedone del nero · b6 alfiere del nero · e6 pedone del nero · b5 pedone del nero · e5 pedone del bianco · b4 pedone del bianco · e4 alfiere del bianco · f4 pedone del bianco · g4 cavallo del nero · h4 donna del nero · a3 pedone del bianco · c3 cavallo del bianco · g3 pedone del bianco · b2 alfiere del bianco · e2 donna del bianco · h2 pedone del bianco · a1 torre del bianco · f1 torre del bianco · h1 re del bianco | c8 torre del nero · d8 torre del nero · g8 re del nero · b7 alfiere del nero · f7 pedone del nero · g7 pedone del nero · h7 pedone del nero · a6 pedone del nero · b6 alfiere del nero · e6 pedone del nero · b5 pedone del nero · e5 pedone del bianco · b4 pedone del bianco · e4 alfiere del bianco · f4 pedone del bianco · g4 cavallo del nero · h4 donna del nero · a3 pedone del bianco · c3 cavallo del bianco · g3 pedone del bianco · b2 alfiere del bianco · e2 donna del bianco · h2 pedone del bianco · a1 torre del bianco · f1 torre del bianco · h1 re del bianco | c8 torre del nero · d8 torre del nero · g8 re del nero · b7 alfiere del nero · f7 pedone del nero · g7 pedone del nero · h7 pedone del nero · a6 pedone del nero · b6 alfiere del nero · e6 pedone del nero · b5 pedone del nero · e5 pedone del bianco · b4 pedone del bianco · e4 alfiere del bianco · f4 pedone del bianco · g4 cavallo del nero · h4 donna del nero · a3 pedone del bianco · c3 cavallo del bianco · g3 pedone del bianco · b2 alfiere del bianco · e2 donna del bianco · h2 pedone del bianco · a1 torre del bianco · f1 torre del bianco · h1 re del bianco | c8 torre del nero · d8 torre del nero · g8 re del nero · b7 alfiere del nero · f7 pedone del nero · g7 pedone del nero · h7 pedone del nero · a6 pedone del nero · b6 alfiere del nero · e6 pedone del nero · b5 pedone del nero · e5 pedone del bianco · b4 pedone del bianco · e4 alfiere del bianco · f4 pedone del bianco · g4 cavallo del nero · h4 donna del nero · a3 pedone del bianco · c3 cavallo del bianco · g3 pedone del bianco · b2 alfiere del bianco · e2 donna del bianco · h2 pedone del bianco · a1 torre del bianco · f1 torre del bianco · h1 re del bianco | c8 torre del nero · d8 torre del nero · g8 re del nero · b7 alfiere del nero · f7 pedone del nero · g7 pedone del nero · h7 pedone del nero · a6 pedone del nero · b6 alfiere del nero · e6 pedone del nero · b5 pedone del nero · e5 pedone del bianco · b4 pedone del bianco · e4 alfiere del bianco · f4 pedone del bianco · g4 cavallo del nero · h4 donna del nero · a3 pedone del bianco · c3 cavallo del bianco · g3 pedone del bianco · b2 alfiere del bianco · e2 donna del bianco · h2 pedone del bianco · a1 torre del bianco · f1 torre del bianco · h1 re del bianco | c8 torre del nero · d8 torre del nero · g8 re del nero · b7 alfiere del nero · f7 pedone del nero · g7 pedone del nero · h7 pedone del nero · a6 pedone del nero · b6 alfiere del nero · e6 pedone del nero · b5 pedone del nero · e5 pedone del bianco · b4 pedone del bianco · e4 alfiere del bianco · f4 pedone del bianco · g4 cavallo del nero · h4 donna del nero · a3 pedone del bianco · c3 cavallo del bianco · g3 pedone del bianco · b2 alfiere del bianco · e2 donna del bianco · h2 pedone del bianco · a1 torre del bianco · f1 torre del bianco · h1 re del bianco | 5 |
| 4 | c8 torre del nero · d8 torre del nero · g8 re del nero · b7 alfiere del nero · f7 pedone del nero · g7 pedone del nero · h7 pedone del nero · a6 pedone del nero · b6 alfiere del nero · e6 pedone del nero · b5 pedone del nero · e5 pedone del bianco · b4 pedone del bianco · e4 alfiere del bianco · f4 pedone del bianco · g4 cavallo del nero · h4 donna del nero · a3 pedone del bianco · c3 cavallo del bianco · g3 pedone del bianco · b2 alfiere del bianco · e2 donna del bianco · h2 pedone del bianco · a1 torre del bianco · f1 torre del bianco · h1 re del bianco | c8 torre del nero · d8 torre del nero · g8 re del nero · b7 alfiere del nero · f7 pedone del nero · g7 pedone del nero · h7 pedone del nero · a6 pedone del nero · b6 alfiere del nero · e6 pedone del nero · b5 pedone del nero · e5 pedone del bianco · b4 pedone del bianco · e4 alfiere del bianco · f4 pedone del bianco · g4 cavallo del nero · h4 donna del nero · a3 pedone del bianco · c3 cavallo del bianco · g3 pedone del bianco · b2 alfiere del bianco · e2 donna del bianco · h2 pedone del bianco · a1 torre del bianco · f1 torre del bianco · h1 re del bianco | c8 torre del nero · d8 torre del nero · g8 re del nero · b7 alfiere del nero · f7 pedone del nero · g7 pedone del nero · h7 pedone del nero · a6 pedone del nero · b6 alfiere del nero · e6 pedone del nero · b5 pedone del nero · e5 pedone del bianco · b4 pedone del bianco · e4 alfiere del bianco · f4 pedone del bianco · g4 cavallo del nero · h4 donna del nero · a3 pedone del bianco · c3 cavallo del bianco · g3 pedone del bianco · b2 alfiere del bianco · e2 donna del bianco · h2 pedone del bianco · a1 torre del bianco · f1 torre del bianco · h1 re del bianco | c8 torre del nero · d8 torre del nero · g8 re del nero · b7 alfiere del nero · f7 pedone del nero · g7 pedone del nero · h7 pedone del nero · a6 pedone del nero · b6 alfiere del nero · e6 pedone del nero · b5 pedone del nero · e5 pedone del bianco · b4 pedone del bianco · e4 alfiere del bianco · f4 pedone del bianco · g4 cavallo del nero · h4 donna del nero · a3 pedone del bianco · c3 cavallo del bianco · g3 pedone del bianco · b2 alfiere del bianco · e2 donna del bianco · h2 pedone del bianco · a1 torre del bianco · f1 torre del bianco · h1 re del bianco | c8 torre del nero · d8 torre del nero · g8 re del nero · b7 alfiere del nero · f7 pedone del nero · g7 pedone del nero · h7 pedone del nero · a6 pedone del nero · b6 alfiere del nero · e6 pedone del nero · b5 pedone del nero · e5 pedone del bianco · b4 pedone del bianco · e4 alfiere del bianco · f4 pedone del bianco · g4 cavallo del nero · h4 donna del nero · a3 pedone del bianco · c3 cavallo del bianco · g3 pedone del bianco · b2 alfiere del bianco · e2 donna del bianco · h2 pedone del bianco · a1 torre del bianco · f1 torre del bianco · h1 re del bianco | c8 torre del nero · d8 torre del nero · g8 re del nero · b7 alfiere del nero · f7 pedone del nero · g7 pedone del nero · h7 pedone del nero · a6 pedone del nero · b6 alfiere del nero · e6 pedone del nero · b5 pedone del nero · e5 pedone del bianco · b4 pedone del bianco · e4 alfiere del bianco · f4 pedone del bianco · g4 cavallo del nero · h4 donna del nero · a3 pedone del bianco · c3 cavallo del bianco · g3 pedone del bianco · b2 alfiere del bianco · e2 donna del bianco · h2 pedone del bianco · a1 torre del bianco · f1 torre del bianco · h1 re del bianco | c8 torre del nero · d8 torre del nero · g8 re del nero · b7 alfiere del nero · f7 pedone del nero · g7 pedone del nero · h7 pedone del nero · a6 pedone del nero · b6 alfiere del nero · e6 pedone del nero · b5 pedone del nero · e5 pedone del bianco · b4 pedone del bianco · e4 alfiere del bianco · f4 pedone del bianco · g4 cavallo del nero · h4 donna del nero · a3 pedone del bianco · c3 cavallo del bianco · g3 pedone del bianco · b2 alfiere del bianco · e2 donna del bianco · h2 pedone del bianco · a1 torre del bianco · f1 torre del bianco · h1 re del bianco | c8 torre del nero · d8 torre del nero · g8 re del nero · b7 alfiere del nero · f7 pedone del nero · g7 pedone del nero · h7 pedone del nero · a6 pedone del nero · b6 alfiere del nero · e6 pedone del nero · b5 pedone del nero · e5 pedone del bianco · b4 pedone del bianco · e4 alfiere del bianco · f4 pedone del bianco · g4 cavallo del nero · h4 donna del nero · a3 pedone del bianco · c3 cavallo del bianco · g3 pedone del bianco · b2 alfiere del bianco · e2 donna del bianco · h2 pedone del bianco · a1 torre del bianco · f1 torre del bianco · h1 re del bianco | 4 |
| 3 | c8 torre del nero · d8 torre del nero · g8 re del nero · b7 alfiere del nero · f7 pedone del nero · g7 pedone del nero · h7 pedone del nero · a6 pedone del nero · b6 alfiere del nero · e6 pedone del nero · b5 pedone del nero · e5 pedone del bianco · b4 pedone del bianco · e4 alfiere del bianco · f4 pedone del bianco · g4 cavallo del nero · h4 donna del nero · a3 pedone del bianco · c3 cavallo del bianco · g3 pedone del bianco · b2 alfiere del bianco · e2 donna del bianco · h2 pedone del bianco · a1 torre del bianco · f1 torre del bianco · h1 re del bianco | c8 torre del nero · d8 torre del nero · g8 re del nero · b7 alfiere del nero · f7 pedone del nero · g7 pedone del nero · h7 pedone del nero · a6 pedone del nero · b6 alfiere del nero · e6 pedone del nero · b5 pedone del nero · e5 pedone del bianco · b4 pedone del bianco · e4 alfiere del bianco · f4 pedone del bianco · g4 cavallo del nero · h4 donna del nero · a3 pedone del bianco · c3 cavallo del bianco · g3 pedone del bianco · b2 alfiere del bianco · e2 donna del bianco · h2 pedone del bianco · a1 torre del bianco · f1 torre del bianco · h1 re del bianco | c8 torre del nero · d8 torre del nero · g8 re del nero · b7 alfiere del nero · f7 pedone del nero · g7 pedone del nero · h7 pedone del nero · a6 pedone del nero · b6 alfiere del nero · e6 pedone del nero · b5 pedone del nero · e5 pedone del bianco · b4 pedone del bianco · e4 alfiere del bianco · f4 pedone del bianco · g4 cavallo del nero · h4 donna del nero · a3 pedone del bianco · c3 cavallo del bianco · g3 pedone del bianco · b2 alfiere del bianco · e2 donna del bianco · h2 pedone del bianco · a1 torre del bianco · f1 torre del bianco · h1 re del bianco | c8 torre del nero · d8 torre del nero · g8 re del nero · b7 alfiere del nero · f7 pedone del nero · g7 pedone del nero · h7 pedone del nero · a6 pedone del nero · b6 alfiere del nero · e6 pedone del nero · b5 pedone del nero · e5 pedone del bianco · b4 pedone del bianco · e4 alfiere del bianco · f4 pedone del bianco · g4 cavallo del nero · h4 donna del nero · a3 pedone del bianco · c3 cavallo del bianco · g3 pedone del bianco · b2 alfiere del bianco · e2 donna del bianco · h2 pedone del bianco · a1 torre del bianco · f1 torre del bianco · h1 re del bianco | c8 torre del nero · d8 torre del nero · g8 re del nero · b7 alfiere del nero · f7 pedone del nero · g7 pedone del nero · h7 pedone del nero · a6 pedone del nero · b6 alfiere del nero · e6 pedone del nero · b5 pedone del nero · e5 pedone del bianco · b4 pedone del bianco · e4 alfiere del bianco · f4 pedone del bianco · g4 cavallo del nero · h4 donna del nero · a3 pedone del bianco · c3 cavallo del bianco · g3 pedone del bianco · b2 alfiere del bianco · e2 donna del bianco · h2 pedone del bianco · a1 torre del bianco · f1 torre del bianco · h1 re del bianco | c8 torre del nero · d8 torre del nero · g8 re del nero · b7 alfiere del nero · f7 pedone del nero · g7 pedone del nero · h7 pedone del nero · a6 pedone del nero · b6 alfiere del nero · e6 pedone del nero · b5 pedone del nero · e5 pedone del bianco · b4 pedone del bianco · e4 alfiere del bianco · f4 pedone del bianco · g4 cavallo del nero · h4 donna del nero · a3 pedone del bianco · c3 cavallo del bianco · g3 pedone del bianco · b2 alfiere del bianco · e2 donna del bianco · h2 pedone del bianco · a1 torre del bianco · f1 torre del bianco · h1 re del bianco | c8 torre del nero · d8 torre del nero · g8 re del nero · b7 alfiere del nero · f7 pedone del nero · g7 pedone del nero · h7 pedone del nero · a6 pedone del nero · b6 alfiere del nero · e6 pedone del nero · b5 pedone del nero · e5 pedone del bianco · b4 pedone del bianco · e4 alfiere del bianco · f4 pedone del bianco · g4 cavallo del nero · h4 donna del nero · a3 pedone del bianco · c3 cavallo del bianco · g3 pedone del bianco · b2 alfiere del bianco · e2 donna del bianco · h2 pedone del bianco · a1 torre del bianco · f1 torre del bianco · h1 re del bianco | c8 torre del nero · d8 torre del nero · g8 re del nero · b7 alfiere del nero · f7 pedone del nero · g7 pedone del nero · h7 pedone del nero · a6 pedone del nero · b6 alfiere del nero · e6 pedone del nero · b5 pedone del nero · e5 pedone del bianco · b4 pedone del bianco · e4 alfiere del bianco · f4 pedone del bianco · g4 cavallo del nero · h4 donna del nero · a3 pedone del bianco · c3 cavallo del bianco · g3 pedone del bianco · b2 alfiere del bianco · e2 donna del bianco · h2 pedone del bianco · a1 torre del bianco · f1 torre del bianco · h1 re del bianco | 3 |
| 2 | c8 torre del nero · d8 torre del nero · g8 re del nero · b7 alfiere del nero · f7 pedone del nero · g7 pedone del nero · h7 pedone del nero · a6 pedone del nero · b6 alfiere del nero · e6 pedone del nero · b5 pedone del nero · e5 pedone del bianco · b4 pedone del bianco · e4 alfiere del bianco · f4 pedone del bianco · g4 cavallo del nero · h4 donna del nero · a3 pedone del bianco · c3 cavallo del bianco · g3 pedone del bianco · b2 alfiere del bianco · e2 donna del bianco · h2 pedone del bianco · a1 torre del bianco · f1 torre del bianco · h1 re del bianco | c8 torre del nero · d8 torre del nero · g8 re del nero · b7 alfiere del nero · f7 pedone del nero · g7 pedone del nero · h7 pedone del nero · a6 pedone del nero · b6 alfiere del nero · e6 pedone del nero · b5 pedone del nero · e5 pedone del bianco · b4 pedone del bianco · e4 alfiere del bianco · f4 pedone del bianco · g4 cavallo del nero · h4 donna del nero · a3 pedone del bianco · c3 cavallo del bianco · g3 pedone del bianco · b2 alfiere del bianco · e2 donna del bianco · h2 pedone del bianco · a1 torre del bianco · f1 torre del bianco · h1 re del bianco | c8 torre del nero · d8 torre del nero · g8 re del nero · b7 alfiere del nero · f7 pedone del nero · g7 pedone del nero · h7 pedone del nero · a6 pedone del nero · b6 alfiere del nero · e6 pedone del nero · b5 pedone del nero · e5 pedone del bianco · b4 pedone del bianco · e4 alfiere del bianco · f4 pedone del bianco · g4 cavallo del nero · h4 donna del nero · a3 pedone del bianco · c3 cavallo del bianco · g3 pedone del bianco · b2 alfiere del bianco · e2 donna del bianco · h2 pedone del bianco · a1 torre del bianco · f1 torre del bianco · h1 re del bianco | c8 torre del nero · d8 torre del nero · g8 re del nero · b7 alfiere del nero · f7 pedone del nero · g7 pedone del nero · h7 pedone del nero · a6 pedone del nero · b6 alfiere del nero · e6 pedone del nero · b5 pedone del nero · e5 pedone del bianco · b4 pedone del bianco · e4 alfiere del bianco · f4 pedone del bianco · g4 cavallo del nero · h4 donna del nero · a3 pedone del bianco · c3 cavallo del bianco · g3 pedone del bianco · b2 alfiere del bianco · e2 donna del bianco · h2 pedone del bianco · a1 torre del bianco · f1 torre del bianco · h1 re del bianco | c8 torre del nero · d8 torre del nero · g8 re del nero · b7 alfiere del nero · f7 pedone del nero · g7 pedone del nero · h7 pedone del nero · a6 pedone del nero · b6 alfiere del nero · e6 pedone del nero · b5 pedone del nero · e5 pedone del bianco · b4 pedone del bianco · e4 alfiere del bianco · f4 pedone del bianco · g4 cavallo del nero · h4 donna del nero · a3 pedone del bianco · c3 cavallo del bianco · g3 pedone del bianco · b2 alfiere del bianco · e2 donna del bianco · h2 pedone del bianco · a1 torre del bianco · f1 torre del bianco · h1 re del bianco | c8 torre del nero · d8 torre del nero · g8 re del nero · b7 alfiere del nero · f7 pedone del nero · g7 pedone del nero · h7 pedone del nero · a6 pedone del nero · b6 alfiere del nero · e6 pedone del nero · b5 pedone del nero · e5 pedone del bianco · b4 pedone del bianco · e4 alfiere del bianco · f4 pedone del bianco · g4 cavallo del nero · h4 donna del nero · a3 pedone del bianco · c3 cavallo del bianco · g3 pedone del bianco · b2 alfiere del bianco · e2 donna del bianco · h2 pedone del bianco · a1 torre del bianco · f1 torre del bianco · h1 re del bianco | c8 torre del nero · d8 torre del nero · g8 re del nero · b7 alfiere del nero · f7 pedone del nero · g7 pedone del nero · h7 pedone del nero · a6 pedone del nero · b6 alfiere del nero · e6 pedone del nero · b5 pedone del nero · e5 pedone del bianco · b4 pedone del bianco · e4 alfiere del bianco · f4 pedone del bianco · g4 cavallo del nero · h4 donna del nero · a3 pedone del bianco · c3 cavallo del bianco · g3 pedone del bianco · b2 alfiere del bianco · e2 donna del bianco · h2 pedone del bianco · a1 torre del bianco · f1 torre del bianco · h1 re del bianco | c8 torre del nero · d8 torre del nero · g8 re del nero · b7 alfiere del nero · f7 pedone del nero · g7 pedone del nero · h7 pedone del nero · a6 pedone del nero · b6 alfiere del nero · e6 pedone del nero · b5 pedone del nero · e5 pedone del bianco · b4 pedone del bianco · e4 alfiere del bianco · f4 pedone del bianco · g4 cavallo del nero · h4 donna del nero · a3 pedone del bianco · c3 cavallo del bianco · g3 pedone del bianco · b2 alfiere del bianco · e2 donna del bianco · h2 pedone del bianco · a1 torre del bianco · f1 torre del bianco · h1 re del bianco | 2 |
| 1 | c8 torre del nero · d8 torre del nero · g8 re del nero · b7 alfiere del nero · f7 pedone del nero · g7 pedone del nero · h7 pedone del nero · a6 pedone del nero · b6 alfiere del nero · e6 pedone del nero · b5 pedone del nero · e5 pedone del bianco · b4 pedone del bianco · e4 alfiere del bianco · f4 pedone del bianco · g4 cavallo del nero · h4 donna del nero · a3 pedone del bianco · c3 cavallo del bianco · g3 pedone del bianco · b2 alfiere del bianco · e2 donna del bianco · h2 pedone del bianco · a1 torre del bianco · f1 torre del bianco · h1 re del bianco | c8 torre del nero · d8 torre del nero · g8 re del nero · b7 alfiere del nero · f7 pedone del nero · g7 pedone del nero · h7 pedone del nero · a6 pedone del nero · b6 alfiere del nero · e6 pedone del nero · b5 pedone del nero · e5 pedone del bianco · b4 pedone del bianco · e4 alfiere del bianco · f4 pedone del bianco · g4 cavallo del nero · h4 donna del nero · a3 pedone del bianco · c3 cavallo del bianco · g3 pedone del bianco · b2 alfiere del bianco · e2 donna del bianco · h2 pedone del bianco · a1 torre del bianco · f1 torre del bianco · h1 re del bianco | c8 torre del nero · d8 torre del nero · g8 re del nero · b7 alfiere del nero · f7 pedone del nero · g7 pedone del nero · h7 pedone del nero · a6 pedone del nero · b6 alfiere del nero · e6 pedone del nero · b5 pedone del nero · e5 pedone del bianco · b4 pedone del bianco · e4 alfiere del bianco · f4 pedone del bianco · g4 cavallo del nero · h4 donna del nero · a3 pedone del bianco · c3 cavallo del bianco · g3 pedone del bianco · b2 alfiere del bianco · e2 donna del bianco · h2 pedone del bianco · a1 torre del bianco · f1 torre del bianco · h1 re del bianco | c8 torre del nero · d8 torre del nero · g8 re del nero · b7 alfiere del nero · f7 pedone del nero · g7 pedone del nero · h7 pedone del nero · a6 pedone del nero · b6 alfiere del nero · e6 pedone del nero · b5 pedone del nero · e5 pedone del bianco · b4 pedone del bianco · e4 alfiere del bianco · f4 pedone del bianco · g4 cavallo del nero · h4 donna del nero · a3 pedone del bianco · c3 cavallo del bianco · g3 pedone del bianco · b2 alfiere del bianco · e2 donna del bianco · h2 pedone del bianco · a1 torre del bianco · f1 torre del bianco · h1 re del bianco | c8 torre del nero · d8 torre del nero · g8 re del nero · b7 alfiere del nero · f7 pedone del nero · g7 pedone del nero · h7 pedone del nero · a6 pedone del nero · b6 alfiere del nero · e6 pedone del nero · b5 pedone del nero · e5 pedone del bianco · b4 pedone del bianco · e4 alfiere del bianco · f4 pedone del bianco · g4 cavallo del nero · h4 donna del nero · a3 pedone del bianco · c3 cavallo del bianco · g3 pedone del bianco · b2 alfiere del bianco · e2 donna del bianco · h2 pedone del bianco · a1 torre del bianco · f1 torre del bianco · h1 re del bianco | c8 torre del nero · d8 torre del nero · g8 re del nero · b7 alfiere del nero · f7 pedone del nero · g7 pedone del nero · h7 pedone del nero · a6 pedone del nero · b6 alfiere del nero · e6 pedone del nero · b5 pedone del nero · e5 pedone del bianco · b4 pedone del bianco · e4 alfiere del bianco · f4 pedone del bianco · g4 cavallo del nero · h4 donna del nero · a3 pedone del bianco · c3 cavallo del bianco · g3 pedone del bianco · b2 alfiere del bianco · e2 donna del bianco · h2 pedone del bianco · a1 torre del bianco · f1 torre del bianco · h1 re del bianco | c8 torre del nero · d8 torre del nero · g8 re del nero · b7 alfiere del nero · f7 pedone del nero · g7 pedone del nero · h7 pedone del nero · a6 pedone del nero · b6 alfiere del nero · e6 pedone del nero · b5 pedone del nero · e5 pedone del bianco · b4 pedone del bianco · e4 alfiere del bianco · f4 pedone del bianco · g4 cavallo del nero · h4 donna del nero · a3 pedone del bianco · c3 cavallo del bianco · g3 pedone del bianco · b2 alfiere del bianco · e2 donna del bianco · h2 pedone del bianco · a1 torre del bianco · f1 torre del bianco · h1 re del bianco | c8 torre del nero · d8 torre del nero · g8 re del nero · b7 alfiere del nero · f7 pedone del nero · g7 pedone del nero · h7 pedone del nero · a6 pedone del nero · b6 alfiere del nero · e6 pedone del nero · b5 pedone del nero · e5 pedone del bianco · b4 pedone del bianco · e4 alfiere del bianco · f4 pedone del bianco · g4 cavallo del nero · h4 donna del nero · a3 pedone del bianco · c3 cavallo del bianco · g3 pedone del bianco · b2 alfiere del bianco · e2 donna del bianco · h2 pedone del bianco · a1 torre del bianco · f1 torre del bianco · h1 re del bianco | 1 |
|   | a | b | c | d | e | f | g | h |   |

Georg Rotlewi–Akiba Rubinstein, Lodz 1907
Difesa Tarrasch (D32)
1. d4 d5 2. Cf3 e6 3. e3 c5 4. c4 Cc6 5. Cc3 Cf6 6. dxc5 Axc5 7. a3 a6 8. b4 Ad6 9. Ab2 0-0 10. Dd2 De7
 11. Ad3 dxc4 12. Axc4 b5 13. Ad3 Td8 14. Dc2 Ab7 15. 0-0 Ce5 16. Cxe5 Axe5 17. f4 Ac7 18. e4 Tac8
 19. e5 Ab6+ 20. Rh1 Cg4 21. Ae4 Dh4 22. g3     (Vedi il diagramma)
La donna nera è attaccata, ma il bianco ha il problema di dover difendere la seconda traversa per evitare il matto.
22. ...Txc3!  23. gxh4
Il bianco ha poca scelta, perché in caso di 23. Axc3 segue 23...Axe4+ 24. Tf3 Axf3 25. Dg2 Dxh2#;
 Se invece 23. Axb7 segue 23...Txc2! 24. Tf2 Dxh2+ 25. Txh2 Txh2#
23. ...Td2!  (un'altra possibilità sarebbe 23...Txc2 24. Ad4 Axe4 25. Tg1 Axd4+ 26. Tf2 Axf2 27. Rf1 Ce3#)
24. Dxd2  (se 24. Axc3 segue 24...Axe4+ 25. Dxe4 Th3#)
24...Axe4+ 25. Dg2  Th3!  e il bianco abbandona. Non c'è difesa contro il matto: 26. Tf3 Axf3 27. Ad4 Axd4 28. Tc1 Txh2#

## Curiosità
- Akiba Rubinstein è citato ed ha un ruolo rilevante nel romanzo di Paolo Maurensig "La variante di Lüneburg".

- Nel luglio 2012 a Poznań, presso l'University of Technology, si è disputato un match tra Radosław Wojtaszek e Baadur Džobava (vinto da quest'ultimo che ha ottenuto 5 punti su 8), organizzato per celebrare Akiba Rubinstein, consisteva nel giocare 8 partite, 4 a cadenza classica e 4 a cadenza rapida.[3][4]